# Guilin Lu
Guilin Lu (chiń. 桂林路站) – stacja początkowa metra w Szanghaju, na linii 9. Zlokalizowana jest pomiędzy stacjami Caohejing Kaifaqu i Yishan Lu. Została otwarta 29 grudnia 2007.